# 2021年紐約線上影評人協會獎
第22屆紐約在線影評人協會獎（英語：The 22nd New York Film Critics Online Awards）旨在表揚2021年優秀的電影作品，於2021年12月12日宣布得獎名單。

## 得獎名單

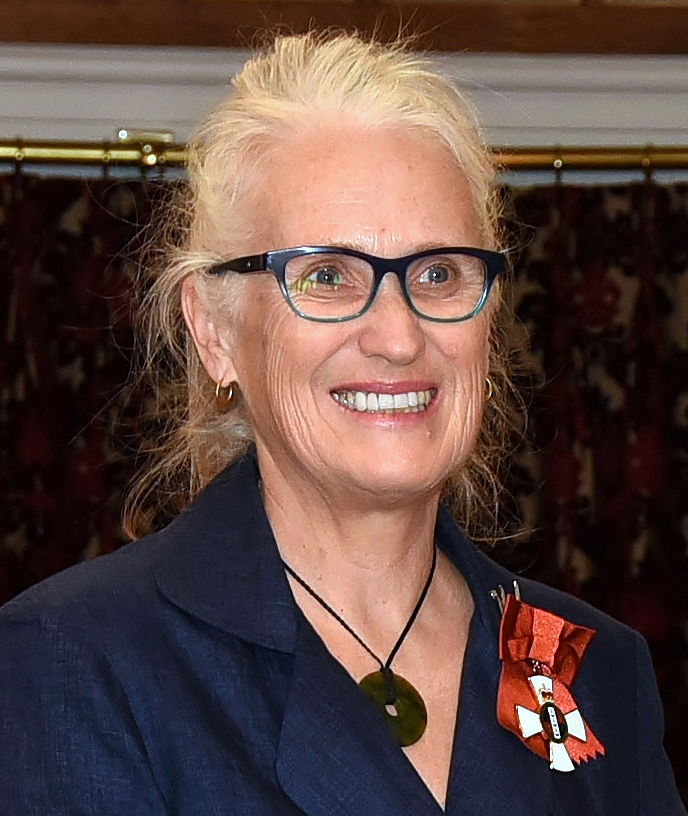
最佳導演、劇本：珍·康萍

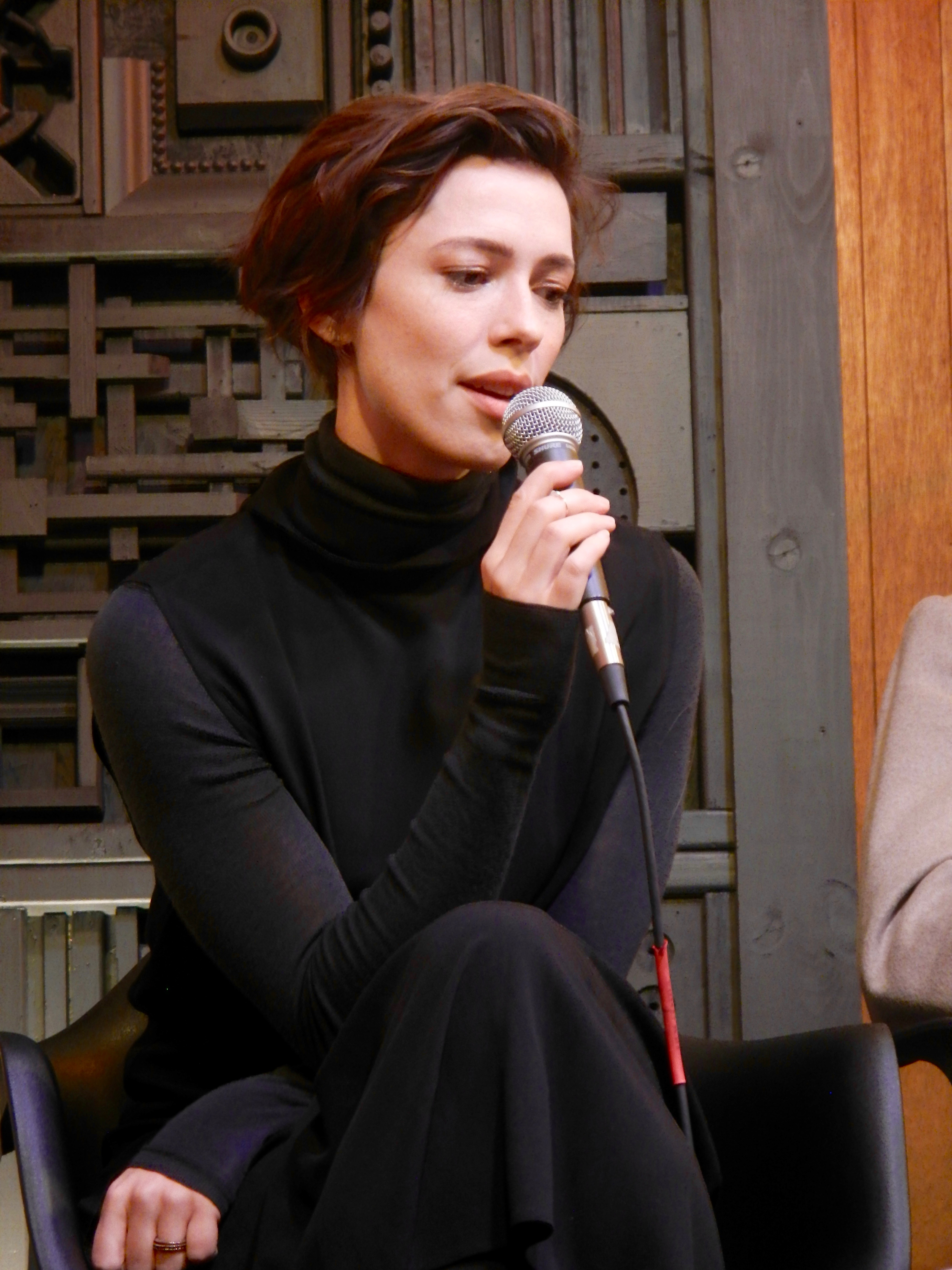
最佳首次導演：丽贝卡·豪尔

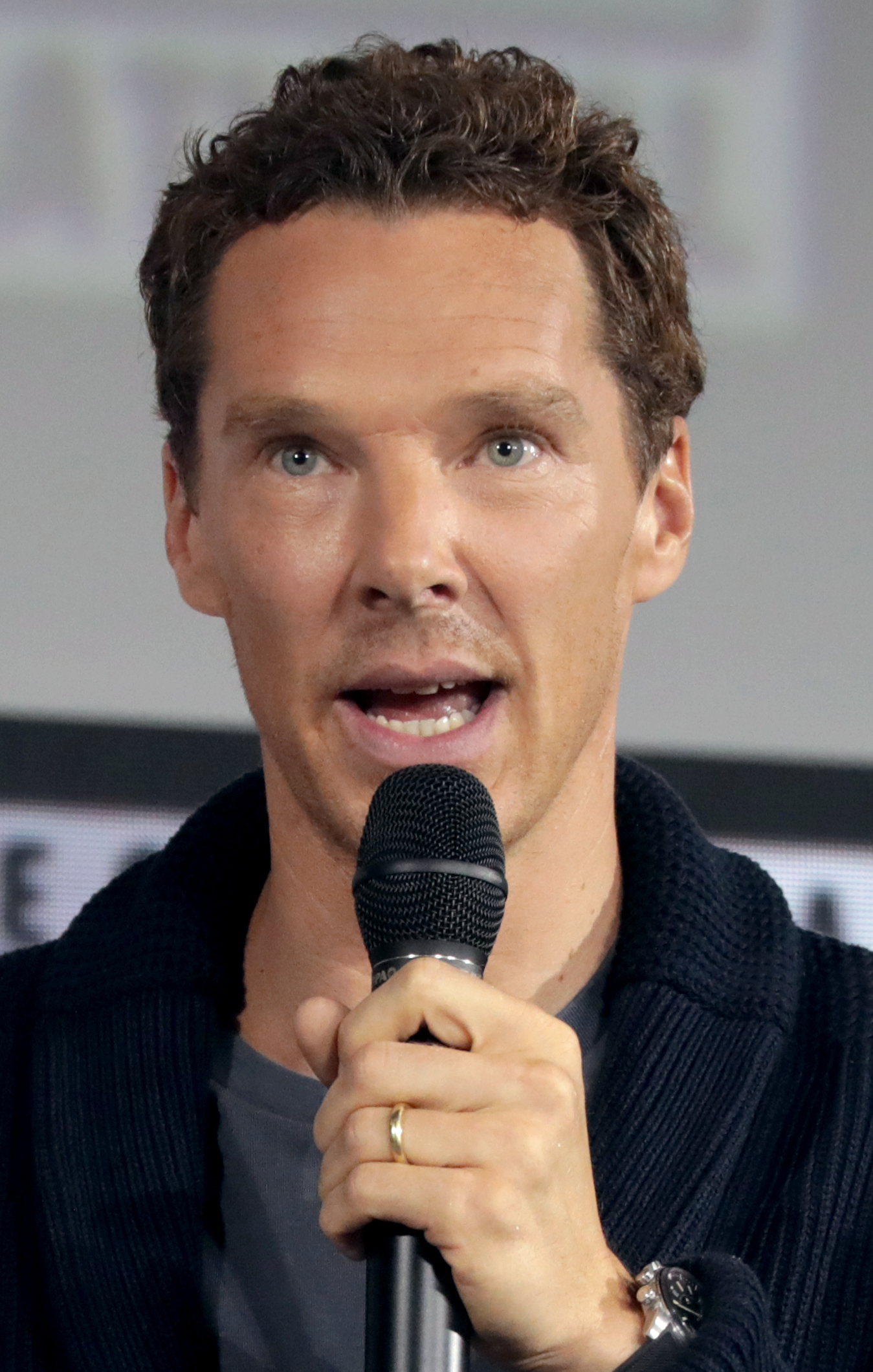
最佳男主角：班奈狄克·康柏拜區

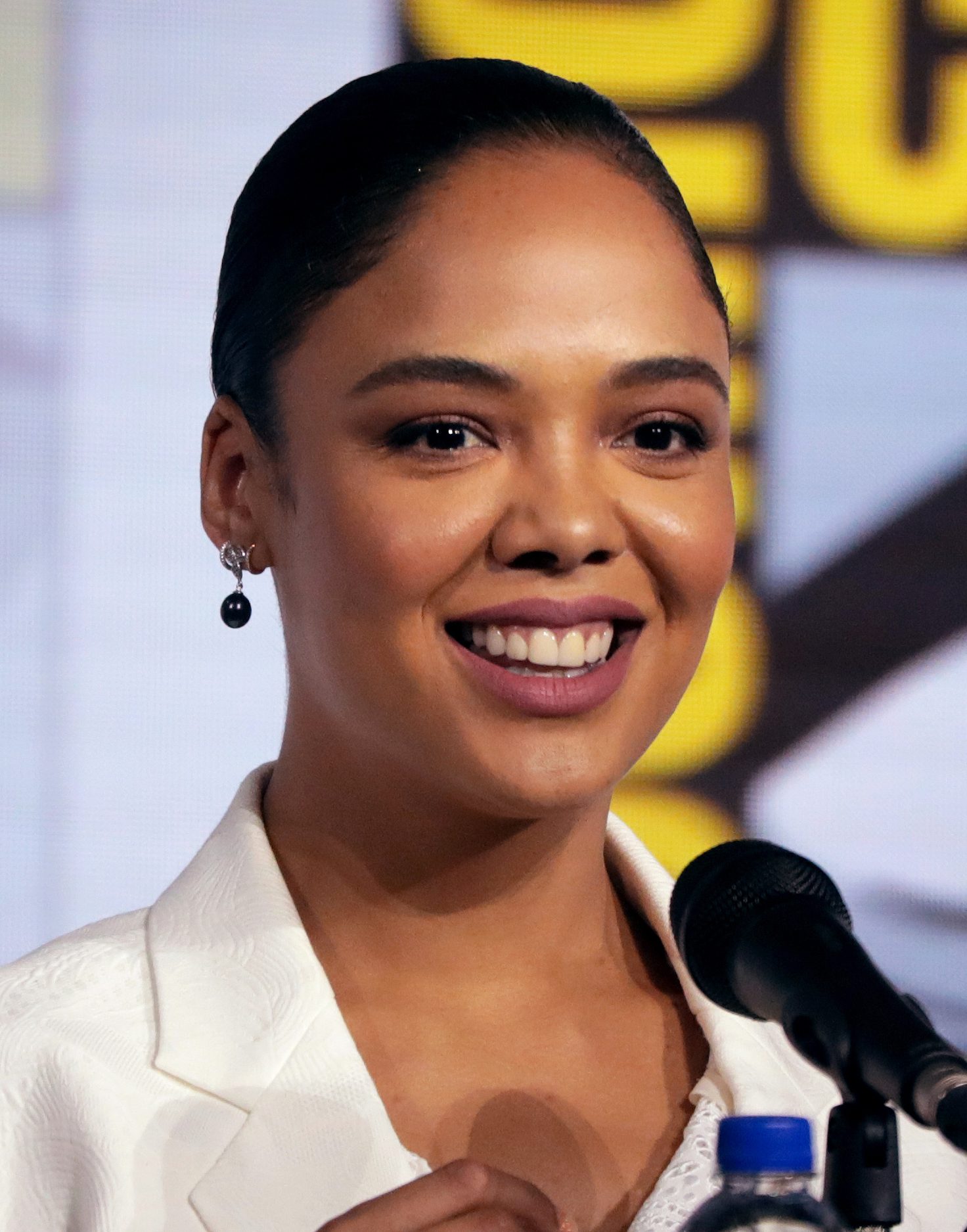
最佳女主角：泰莎·湯普森

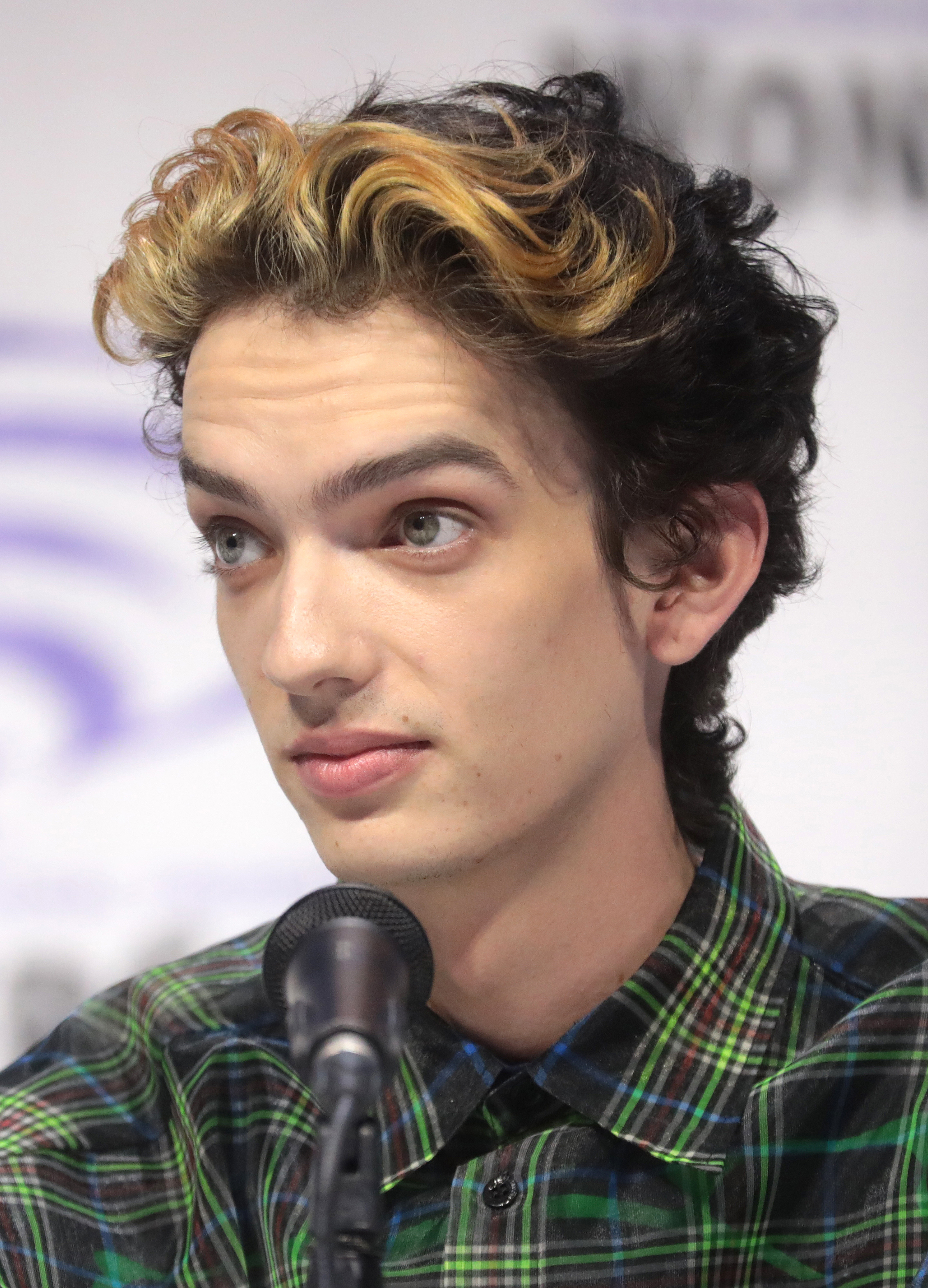
最佳男配角：寇帝·史密-麥菲

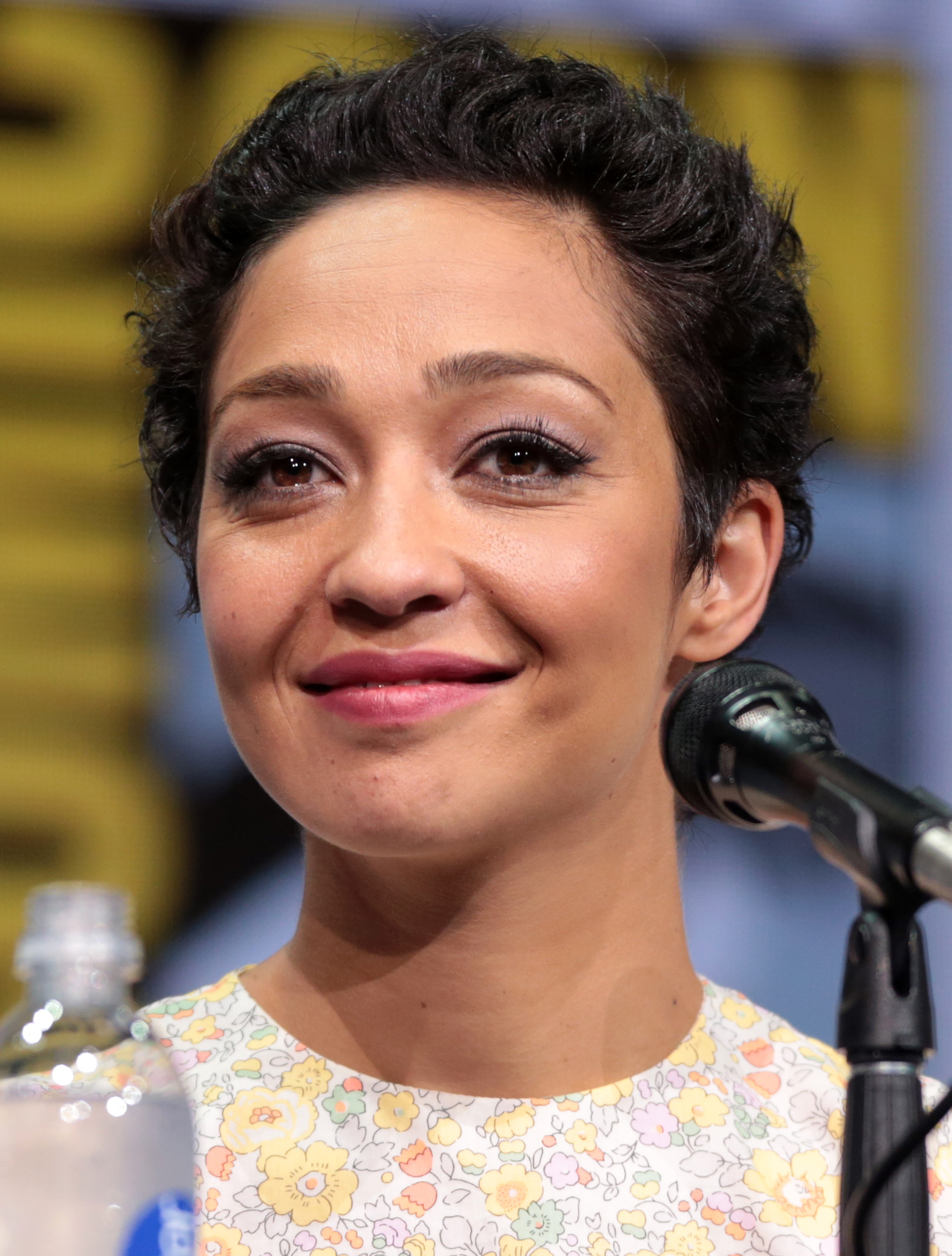
最佳女配角：露絲·奈嘉

- 最佳影片

《犬山記》
- 最佳導演

《犬山記》珍·康萍
- 最佳劇本

《犬山記》珍·康萍
- 最佳首次導演

《白色通行證》丽贝卡·豪尔
- 最佳男主角

《犬山記》班奈狄克·康柏拜區
- 最佳女主角

《白色通行證》泰莎·湯普森
- 最佳男配角

《犬山記》寇帝·史密-麥菲
- 最佳女配角

《白色通行證》露絲·奈嘉
- 最佳整體演出

《犬山記》
- 最佳突破演員

《西城故事》亞莉安娜·黛博塞
- 最佳外語片

《驾驶我的车》
- 最佳紀錄片

《漂浪人生》
- 最佳動畫片

《米家大戰機器人》
- 最佳攝影

《犬山記》阿黎·韋格納
- 最佳音樂使用

《西城故事》大衛·紐曼
- 年度十大電影
  - 《贝尔法斯特》
  - 《千萬別抬頭》
  - 《沙丘》
  - 《王者理查》
  - 《甘草比萨》
  - 《失去的女兒》
  - 《白色通行證（英语：Passing (film)）》
  - 《豬殺令》
  - 《犬山記》
  - 《西城故事》

## 外部連結
- 官方网站（英文）